# Hillcrest Heights (Floryda)
Hillcrest Heights – miasto w Stanach Zjednoczonych, w stanie Floryda, w hrabstwie Polk.